# Варньяська сільська рада
Ва́рньяська сільська рада (ест. Varnja külanõukogu, рос. Варньяский сельский совет) — сільська рада в Естонській РСР, адміністративно-територіальна одиниця в складі повіту Тартумаа (1945—1950) та Калластеського району (1950—1954).

## Населені пункти
Сільській раді підпорядковувалися села: Варнья (Varnja), Пилдма (Põldma), Кинну (Kõnnu), Соокурґу (Sookurgu), Регеметса (Rehemetsa), Карґоя (Kargoja), Прааґа (Praaga), Сіпелґа (Sipelga), Савка (Savka).

## Історія
13 вересня 1945 року на території волості Кавасту в Тартуському повіті утворена Варньяська сільська рада з центром у селі Кинну. Головою сільської ради обраний Агафон Усанов, секретарем — Микола Муров.
26 вересня 1950 року, після скасування в Естонській РСР повітового та волосного поділу, сільська рада ввійшла до складу новоутвореного Калластеського сільського району.
17 червня 1954 року в процесі укрупнення сільських рад Естонської РСР Варньяська сільська рада ліквідована. Її територія склала південну та західну частини Пейпсіяереської сільської ради та східну частину Коозаської сільської ради.